# Файетвил (Северна Каролина)
Вижте пояснителната страница за други значения на Файетвил.
Файетвил (на английски: Fayetteville) е град в Северна Каролина, Съединени американски щати, административен център на окръг Къмбърланд. Разположен е на река Кейп Фир. Населението му е 208 291 души (2010).
Във Файетвил е родена актрисата Джулиан Мур (р. 1960).